# Alain de Roucy
Alain de Roucy (avant 1172 en Île-de-France - 1221 en Languedoc) est un chevalier et croisé français.

## Origines
L'année de naissance d'Alain de Roucy n'est pas connue mais il est cité dans un document du comte de Champagne en 1172. Ses origines ne peuvent pas non plus être précisément déterminées. L'Anglo-normand John le Strange († 1234) le nomme dans ses écrits sous le nom de Alan de Petraponte ce qui peut le rapprocher des seigneurs de Pierrepont dans le Laonnois. Le nom du château familial est latinisé en Castrum Petræpontis en 938 qui désigne le lieu sur lequel il était construit : Pierrepont. Cependant Alain est traditionnellement connu sous le nom de Roucy. Une des raisons qui pourraient l'expliquer est que Robert de Pierrepont, qui pourrait être un frère d'Alain, se marie au début du XIIIe siècle avec l'héritière du comté de Roucy et apporte ce fief à sa famille. Contre l'hypothèse de cette parenté se trouve le fait que ce prénom d'Alain, lequel sera également celui de son fils et de son petit-fils, ne se retrouve pas autrement dans la famille de Pierrepont.
Un autre élément qui rattache Alain au comté de Roucy pourrait être sa femme Clémence de Châtillon. Celle-ci, d'après Maxime de Sars, est la fille de Guermond de Châtillon, seigneur de Sevigny (Savigny plutôt que Sévigny ou Sévigny), et de Clémence de Roucy, elle-même la fille de Hugues Cholet, comte de Roucy, et de Richilde de Staufen, fille de Frédéric Ier de Staufen, duc de Souabe. Une étude des origines d'Alain n'explique donc pas complètement pourquoi il lui était donné le nom de Roucy. Il pourrait aussi être rattaché aux Roucy par sa propre mère : il pourrait être le fils de Simon de Corbeil et d'Ide/Ade de Roucy, fille aînée de Hugues Cholet, (il aurait alors marié sa cousine germaine Clémence de Châtillon).
- Alain de Roucy eut une fille (plutôt que sœur) : Mahaud de Roucy, mariée dès 1204 au Champenois Bouchard de Vendeuvre, chevalier décédé entre 1208 et 1213, fils de Laurent de Vendeuvre et de la vicomtesse de Sens Ermensent, auteur de la famille des seigneurs de Vallery[6].

## Au service du roi de France
Dans la dernière décennie du XIIe siècle, le nord de la France est le théâtre du conflit qui oppose le roi de France Philippe Auguste à son rival Richard Cœur de Lion, roi d'Angleterre mais également comte d'Anjou, duc de Normandie et d'Aquitaine et pour cela vassal de Philippe de Auguste mais en fait plus puissant que lui.
Alain de Roucy est mentionné pour la première fois vers 1260 dans les Récits d'un ménestrel de Reims comme chevalier de l'armée du roi de France qui entre en Normandie en septembre 1198 sous le commandement du roi en personne. Mais près de Courcelles, non loin de Gisors, cette armée est défaite par Richard le 28 septembre. Dans ces Récits, Roucy met en garde son roi contre la supériorité numérique et l'expérience de son adversaire, ce à quoi Philippe Auguste répond en le traitant de lâche. Et quand le roi lui-même reconnut la supériorité de l'ennemi, c'est de nouveau Roucy qui lui aurait conseillé de prendre un cheval rapide pour fuir vers le château de Gisors et éviter une possible captivité. En échange, Alain de Roucy aurait pris l'armement du roi et conduit l'armée contre Richard. Dans la bataille, Alain et la chevalerie française combattit avec beaucoup de courage mais ils durent à la fin reconnaître la supériorité de l'ennemi. Alain de Roucy fut fait prisonnier et emmené au château de Vernon puis finalement à Reims.
La plus ancienne description de la bataille de Gisors qui a été écrite par le chroniqueur anglais Roger of Hovden décrit de manière moins héroïque cette bataille. L'armée française y est au contraire en supériorité numérique et pourtant battue par Richard, alors que Philippe Auguste manque de se noyer dans l'Epte. Alain de Roucy lui-même y est mis à terre d'un coup de lance de Richard Cœur de Lion en personne et fait prisonnier.
On ignore la durée de sa captivité, mais il revient au plus tard en 1202 au service de la France quand Philippe-Auguste commence la lutte contre Jean sans Terre après la mort de Richard en 1199 et confisque en avril 1202 toutes ses possessions continentales. Roucy participa à la concrétisation militaire de cette décision et est mentionné notamment à cette occasion par le Strange. En 1206, la domination de la couronne française sur les territoires au nord de la Loire (Anjou, Maine, Normandie) est enfin assurée.

## Au service de Dieu
En 1208, le pape Innocent III appelle à la croisade contre l'hérésie cathare en Languedoc après qu'un légat pontifical y est assassiné. Cette croisade des albigeois débute un an plus tard avec l'arrivée d'une armée sous le commandement de Simon de Montfort. On ne sait pas en revanche si Alain de Roucy se croise dès le début où s'il n'arrive que plus tard.
La noblesse du Languedoc et particulièrement Raymond VI de Toulouse rejoint à contrecœur la croisade car elle menace leur puissance dans la région. Après s'être montrés particulièrement cruels à Béziers en juillet 1209, les croisés sont les auteurs de massacres après la prise de Lavaur en mars 1211. Les défenseurs, 80 chevaliers sous le commandement d'Aymeri de Montréal sont pendus, la châtelaine Gerauda jetée dans un puits et tuée à coups de pierres jetées dans celui-ci. Plus de 400 cathares de Lavaur sont brûlés alors dans un grand bûcher. Après ces événements, le comte de Toulouse quitte l'armée croisée et se retourne contre elle. Il s'allie avec le comte de Foix et assiège en septembre 1211 Simon de Montfort à Castelnaudary. Lors de ces combats, Alain de Roucy est évoqué pour la première fois comme croisé. Les deux armées se séparent finalement sans revendiquer de victoire. 
Alain de Roucy apparaît à de nombreuses reprises dans la Chanson de la croisade albigeoise sous le nom d’Alas de Roci. Il y est présenté comme un chevalier vaillant parmi ceux qui tentent de faire entendre raison à Simon de Montfort et à privilégier la négociation. Sa seule présence dissuade le comte de Toulouse d'attaquer l'armée croisée en déroute après le siège de Saint-Marcel en 1212.
Dans les deux années suivantes, la lutte avec le comte de Toulouse continue et atteint son paroxysme en 1213. Ainsi le 12 septembre de cette année, s'affrontent dans la plaine de Muret, à 25 km au sud de Toulouse, les armées de Toulouse et des croisées pour une bataille décisive. C'est dans cette bataille qu'Alain de Roucy accomplit son plus haut fait d'armes d'après le récit du chroniqueur Baudoin d'Avesnes.

## La bataille de Muret
L'armée ennemie, largement supérieure en nombre est menée par Pierre II d'Aragon qui est considéré comme un héros de la chrétienté pour sa victoire de Las Navas de Tolosa remportée avec les autres rois chrétiens d'Espagne contre les musulmans un an auparavant. Cela ne l'empêche pas de prendre parti contre la croisade papale car celle-ci menace de conquérir des territoires dont il est le suzerain légitime. Mais le roi d'Aragon se révèle être un mauvais chef ; il refuse le plan défensif du comte de Toulouse, le considérant comme non chevaleresque. Sortant ses chevaliers catalans des rangs de ses alliés, il engage alors la lutte avec en chargeant les croisés. Monfort saisit l'occasion et envoie contre lui un premier détachement de chevaliers mené par Alain de Roucy et Baudoin Florent de Ville. Ceux-ci cernent le roi et ses hommes et l'isolent de ses alliés.
Cependant le roi d'Aragon ne porte que l'équipement d'un simple chevalier, voulant être considéré comme tel et non comme un roi glorieux alors que l'armement royal est porté par l'un de ses chevaliers. Après avoir fait tomber ce simple chevalier de son cheval, Alain de Roucy se permet de faire remarquer « Je croyais le roi meilleur cavalier » . À cela, le roi lui répond: « C’est que celui-là n’est pas le roi : le roi, c’est moi! », ce qui permit à Alain de Roucy de tuer le roi d'Aragon. D'autres sources mentionnent un chevalier d'Artois, nommé Alain de Renty, qui tua le roi d'Aragon.  
La nouvelle de la mort du roi se répand vite dans l'armée du Languedoc. Privés de leur chef, les rangs se brisent et les chevaliers commencent à fuir. Ainsi les croisés remportent la victoire ce qui permet à Montfort d'avancer jusqu'à Toulouse et de prendre la ville.

## Retour en France
Pour son rôle décisif à la bataille de Muret, Alain de Roucy reçoit de Simon de Montfort le contrôle des places fortes de Termes, Dufort et Montréal, et le fief de Bram. Mais Roucy est impatient de reprendre le combat. Roucy et Florent de Ville se joignent aux vassaux d'Enguerrand III de Coucy dans l'armée du roi de France, Philippe Auguste qui va à la rencontre de l'armée anglo-flamande conduite par l'empereur en Flandres. Les deux armées se rencontrent à Bouvines le 27 juillet 1214 où Philippe Auguste remporte une éclatante victoire et triomphe définitivement des Plantagênets.

## Défaite et mort

Armes d'Alain de Roucy fils

Deux années plus tard, Roucy retourna dans le sud. Entre-temps, Raymond VII le fils du comte de Toulouse prend la tête de la résistance contre les croisés. Il occupe Beaucaire et assiège la citadelle de la ville. Roucy accourt alors au secours du château à nouveau dans l'armée de Montfort. Mais en dépit de plusieurs attaques contre les assiégeants, il n'arrive pas à faire lever le siège. Montfort est obligé de livrer le château et la ville en août 1216. Sur sa lancée, l'ancien comte de Toulouse reconquiert sa capitale. Montfort n'hésite pas et avance avec son armée dans laquelle se trouve Roucy sur Toulouse. C'est au cours du siège de Toulouse que Simon de Montfort trouve la mort le 25 juin 1218.
La mort du chef des croisés et sa succession par son faible fils Amaury de Montfort font tourner le vent en faveur de la résistance occitane. Les comtes de Toulouse, de Foix et de Comminges et les faydits rassemblent une armée qui parvient à vaincre une troupe de croisés menée par Foucault de Berzy à Baziège en 1219. Au cours de ce combat, Roucy est l'un des chevaliers croisés qui réussissent à fuir le champ de bataille.
Roucy trouve la mort en Languedoc quelque temps plus tard, en 1221, alors qu'il défendait le château de Montréal qui lui avait été confié contre Raymond VII de Toulouse. Il y reçut une blessure à la tête d'un carreau d'arbalète dont il mourut peu de temps après. Pierre d'Auteuil, sénéchal de Carcassonne, relate dans une enquête menée en 1258 la reddition de Montréal, pourtant bien défendue avec nombre de défenseurs et de vivres et bientôt secourue par Amaury de Montfort, après la blessure d'Alain de Roucy.
- Alain de Roucy eut au moins un fils du même nom, désigné comme seigneur de Neuville(-en-Laonnois). Alain de Roucy père était probablement déjà en possession de Neuville qu'il aurait pu recevoir pour sa participation à la bataille de Bouvines. Ses possessions languedociennes gagnées lors de la croisade ne sont pas restées à sa famille. Termes fut reprise à sa mort par Olivier de Termes, son ancien propriétaire. Alain de Roucy fils fut jugé pour lèse-majesté et haute trahison à la suite de la reddition de Montréal en 1221 et ses biens furent confisqués au bénéfice du Roi.

D'après un sceau de 1243, son fils avait pour armes : fascé de gueules et d'argent de 10 pièces au franc-quartier d'or.
Un Pierre de Pierrepont, seigneur de Neuville qui pourrait être un fils ou un neveu d'Alain de Roucy, se trouve le 8 février 1250 devant les murailles de la Mansourah lors de la VIIe croisade.

## Sources
- (de) Cet article est partiellement ou en totalité issu de l’article de Wikipédia en allemand intitulé « Alain_de_Roucy » (voir la liste des auteurs).